# Henri de Fontenay
Pour les articles homonymes, voir Henri Bourdeau de Fontenay et Fontenay.
Henri de Fontenay, seigneur de Plainville, né le 30 novembre 1753 à Marolles-les-Buis et mort le 14 octobre 1834 à Paris, est un homme politique français des XVIIIe et XIXe siècles.

## Biographie
Henry de Fontenay est issu d'une famille noble du Perche, fils de Claude Pierre Gabriel de Fontenay, seigneur de Vinais, des Grand et Petit Vionnay, de Plainville, de la Brière, de la Bretonnière, de la Bruyère, des Bois de Logny, des Chapiseaux et de la Noue, page de la Grande Écurie du Roi, inspecteur des Haras du Roi en la généralité d'Orléans, et de Marie Catherine de Saint-Pol.
Page de la Grande Écurie du Roi, il sert comme lieutenant au régiment d'Orléans dragons. Il quitte le Perche pour s'installer à Tours après un passage par Vendôme. Il épouse, le 20 janvier 1777 à Tours, Magdeleine Girollet, fille d'Antoine Girollet, président trésorier de France au bureau des finances de la généralité de Tours, et de Marie Magdeleine Charles.
Du nombre des députés suppléants de la noblesse aux États généraux de 1789, il n'est pas appelé à siéger dans l'Assemblée.
Membre du comité provisoire de Tours jusqu'à la fin de 1790, officier municipal deux fois élu, en 1790 et 1791, il devient, en outre, en 1791, commandant de la garde nationale de Marolles-les-Buis, et conserva ce grade jusqu'en 1793. Il est quelque temps préposé au recrutement en novembre, arrêté comme ci-devant noble, et traduit devant une commission militaire, où il est acquitté.
Henri de Fontenay exerça alors les fonctions d'assesseur du juge de paix, celles d'agent national, d'administrateur du district (an III), etc.
Le 23 vendémiaire an IV, il est élu par 128 voix sur 236 votants, député d'Indre-et-Loire au Conseil des Anciens. Comme il se trouvait inscrit sur une liste d'émigrés, il est d'abord exclu des fonctions de législateur « jusqu'à la paix générale », mais il réussit à se faire rayer de la liste, et obtient sa réintégration dans le Conseil, à la suite d'une curieuse lettre qu'il adressa au rapporteur de la commission chargée de statuer sur son cas.
Favorable au coup d'État du 18 brumaire, Henri de Fontenay est désigné par le Sénat conservateur pour représenter le département d'Indre-et-Loire au Corps législatif. Il y siégea jusqu'en 1807.
Membre de la Légion d'honneur le 4 frimaire an XII, il fut nommé, en outre, officier et trésorier de la 15e cohorte de cette légion, dont le chef-lieu était le château de Chambord.
Henri de Fontenay mourra le 14 octobre 1834 à Paris. Il est inhumé au cimetière du Père-Lachaise (28e division).